# لواکنو، آنگولا
لواکنو (به انگلیسی: Luacano (Dilolo)) شهری در استان موشیکو واقع در کشور آنگولا است که در سال ۲۰۰۹ میلادی ۷٬۱۷۹ نفر جمعیت داشته است.